# 라이저 카드

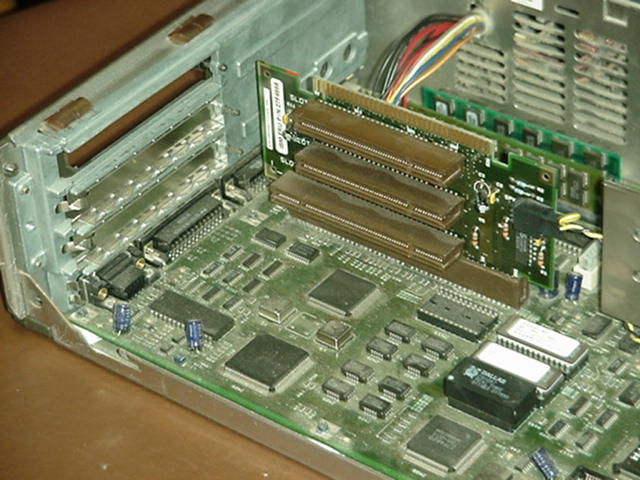
IBM PS/2 내부의 라이저 카드

라이저 카드(riser card)는 메인보드 상의 하나의 단자(보통 에지 커넥터)를 통해 복수의 신호 라인(종종 버스화된)을 선택한 다음 카드상의 전용 단자를 통해 이것들을 분산시키는 인쇄 회로 기판이다.
라이저 카드는 로우 프로파일 케이스를 사용 시 케이스가 풀 높이의 확장 카드가 들어가지 못하는 상황에서 이 케이스 내의 시스템에 확장 카드의 추가를 허용하기 위해 종종 사용된다.
라이저 카드는 시스템 기판에 꽂히는 기판으로, 어댑터 카드용 추가 슬롯을 제공한다.

## 응용

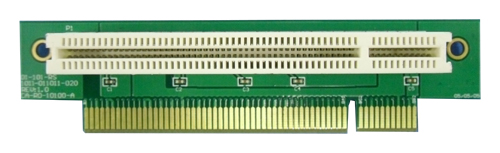
1U 1-slot 32-Bit PCI Riser Card

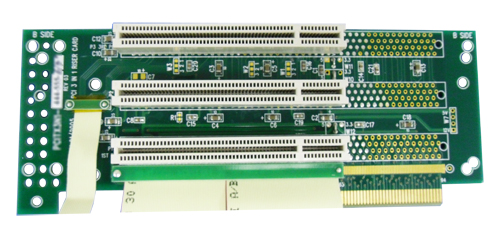
2U 3-slot 32-Bit PCI Riser Card

라이저 카드는 랙 마운트 서버와 산업용 컴퓨터 환경에 사용된다.

## 같이 보기
- 확장 카드